# ديلك سربست
ديلك سربست (بالتركية: Dilek Serbest)‏ هي عارضة وممثلة تركية، ولدت في 17 مارس 1981 في تركيا.

## أعمال

### أفلام
- (2004) السحر
- (2012) فتح 1453[5]

## وصلات خارجية
- ديلك سربست على موقع IMDb (الإنجليزية)
- ديلك سربست على موقع روتن توميتوز (الإنجليزية)
- ديلك سربست على موقع قاعدة بيانات الفيلم (الإنجليزية)